# لي أي
لي أي (بالصينية: 李艾) هي عارضة صينية، ولدت في 4 يناير 1979 في غوانزو في الصين.

## وصلات خارجية
- لي أي على موقع IMDb (الإنجليزية)